# Roc de les Cases (Conca de Dalt)
El Roc de les Cases és un roc i cinglera amb el punt més elevat a 1.176,6 metres del terme actual de Conca de Dalt, pertanyent a l'antic municipi de Claverol, dins de l'antic enclavament dels Masos de Baiarri.
És a llevant i lleugerament al sud del lloc on hi havia els Masos de Baiarri, a l'esquerra del barranc de les Llaus, a ponent de la Solana de Font Barrera i al nord de l'Obaga de l'Alou. Per sota i a llevant del Roc de les Cases discorre la Pista nova de Baiarri. Pel vessant meridional d'aquest lloc davalla cap a ponent el barranc de la Font de l'Alou.